# Llista de monuments de la Vall d'en Bas
Llista de monuments de la Vall d'en Bas inclosos en l'Inventari del Patrimoni Arquitectònic Català pel municipi de la Vall d'en Bas (Garrotxa). Inclou els inscrits en el Registre de Béns Culturals d'Interès Nacional (BCIN) amb la classificació de monuments històrics, els béns culturals d'interès local (BCIL) de caràcter immoble i la resta de béns arquitectònics integrants del patrimoni cultural català.
| Monument                                                          | Protecció       | Estil/època                    | Localització                                                                             | Coordenades                                          | Codi?         | Imatge |
| ----------------------------------------------------------------- | --------------- | ------------------------------ | ---------------------------------------------------------------------------------------- | ---------------------------------------------------- | ------------- | --- |
| Els Hostalets d'en Bas                                            | BCIN 228-CH-EN  | Obra popular XVIII             | La Vall d'en Bas                                                                         | 42° 06′ 07″ N, 2° 27′ 02″ E / 42.102030°N,2.450556°E | RI-53-0000114 | Els Hostalets d'en Bas (la Vall d'en Bas) · Vegeu més fotos d'aquest monument · Carregueu una nova foto d'aquest monument                               |
| Castell del Mallol                                                | BCIN 1700-MH    | Medieval                       | La Vall d'en Bas Cim del puig del Mallol                                                 | 42° 08′ 59″ N, 2° 26′ 23″ E / 42.149722°N,2.439722°E | RI-51-0006145 | Castell del Mallol (la Vall d'en Bas) · Vegeu més fotos d'aquest monument · Carregueu una nova foto d'aquest monument                                   |
| Casal de Puigpardines                                             | BCIN 1701-MH    | Obra popular XII-XIII          | La Vall d'en Bas Puigpardines, prop del mas Toralles                                     | 42° 08′ 26″ N, 2° 25′ 43″ E / 42.140556°N,2.428611°E | RI-51-0006146 | Casal de Puigpardines (la Vall d'en Bas) · Vegeu més fotos d'aquest monument · Carregueu una nova foto d'aquest monument                                |
| Castell de Castelló d'en Bas                                      | BCIN 1706-MH    | XIII-XIV                       | La Vall d'en Bas                                                                         | 42° 06′ 07″ N, 2° 25′ 52″ E / 42.101944°N,2.431111°E | RI-51-0006144 | Castell de Castelló d'en Bas (la Vall d'en Bas) · Vegeu més fotos d'aquest monument · Carregueu una nova foto d'aquest monument                         |
| El Mallol                                                         | BCIN 1933-CH-EN | Obra popular Medieval          | La Vall d'en Bas                                                                         | 42° 08′ 57″ N, 2° 26′ 22″ E / 42.149172°N,2.439422°E | RI-53-0000487 | El Mallol (la Vall d'en Bas) · Vegeu més fotos d'aquest monument · Carregueu una nova foto d'aquest monument                                            |
| Mas Verntallat                                                    |                 | Obra popular XII, XVIII        | La Vall d'en Bas A 500 m del Mallol                                                      | 42° 08′ 57″ N, 2° 27′ 10″ E / 42.149134°N,2.452791°E | IPA-10098     | Mas Verntallat (la Vall d'en Bas) · Vegeu més fotos d'aquest monument · Carregueu una nova foto d'aquest monument                                       |
| Molí de Massegur                                                  | BCIL 2009       | Obra popular XVIII             | La Vall d'en Bas Sant Privat d'en Bas, a 100 m de la finca Massegur                      | 42° 09′ 55″ N, 2° 25′ 06″ E / 42.165232°N,2.418213°E | IPA-10701     | Carregueu una nova foto d'aquest monument |
| La Casa Nova de la Codina                                         | BCIL 2009       | Obra popular XVII              | La Vall d'en Bas Joanetes                                                                | 42° 06′ 53″ N, 2° 24′ 08″ E / 42.114799°N,2.402332°E | IPA-10718     | La Casa Nova de la Codina (la Vall d'en Bas) · Vegeu més fotos d'aquest monument · Carregueu una nova foto d'aquest monument                            |
| Mas el Banús                                                      | BCIL 2009       | Obra popular XVII              | La Vall d'en Bas Joanetes                                                                | 42° 07′ 12″ N, 2° 25′ 05″ E / 42.120103°N,2.417954°E | IPA-10719     | Carregueu una nova foto d'aquest monument |
| la Badia                                                          | BCIL 2009       | Obra popular XIX               | La Vall d'en Bas Sant Esteve d'en Bas                                                    | 42° 07′ 23″ N, 2° 28′ 07″ E / 42.122920°N,2.468722°E | IPA-10733     | Carregueu una nova foto d'aquest monument |
| Església de Sant Pere de Falgars                                  | BCIL 1998       | Romànic XI                     | La Vall d'en Bas Altiplà del Cabrerès sota el castell de St. Miquel de Castelló          | 42° 05′ 09″ N, 2° 26′ 19″ E / 42.085854°N,2.438501°E | IPA-17252     | Església de Sant Pere de Falgars (la Vall d'en Bas) · Vegeu més fotos d'aquest monument · Carregueu una nova foto d'aquest monument                     |
| Pont de l'Hostalot                                                |                 | Obra popular                   | La Vall d'en Bas Sobre el torrent Grau                                                   | 42° 04′ 23″ N, 2° 27′ 20″ E / 42.07294°N,2.45546°E   | IPA-36926     | Pont de l'Hostalot (la Vall d'en Bas) · Vegeu més fotos d'aquest monument · Carregueu una nova foto d'aquest monument                                   |
| Casa del Veguer, o Presó, Casa del Notari                         | BCIL 2009       | Obra popular XVIII             | La Vall d'en Bas El Mallol                                                               | 42° 08′ 57″ N, 2° 26′ 24″ E / 42.149073°N,2.439941°E | IPA-39941     | Casa del Veguer (la Vall d'en Bas) · Vegeu més fotos d'aquest monument · Carregueu una nova foto d'aquest monument                                      |
| Església de Sant Bartomeu                                         | BCIL 2009       | Obra popular XVIII             | La Vall d'en Bas El Mallol                                                               | 42° 08′ 59″ N, 2° 26′ 21″ E / 42.149750°N,2.439287°E | IPA-39942     | Església de Sant Bartomeu (la Vall d'en Bas) · Vegeu més fotos d'aquest monument · Carregueu una nova foto d'aquest monument                            |
| Església de Santa Maria                                           | BCIL 2009       | Obra popular XVIII             | La Vall d'en Bas Els Hostalets d'en Bas                                                  | 42° 06′ 06″ N, 2° 26′ 58″ E / 42.101633°N,2.449555°E | IPA-39943     | Església de Santa Maria · Vegeu més fotos d'aquest monument · Carregueu una nova foto d'aquest monument                                                 |
| L'Aubert                                                          | BCIL 2009       | Obra popular XVII              | La Vall d'en Bas Els Hostalets d'en Bas                                                  | 42° 05′ 47″ N, 2° 27′ 35″ E / 42.096394°N,2.459692°E | IPA-10740     | Mas l'Aubert (la Vall d'en Bas) · Vegeu més fotos d'aquest monument · Carregueu una nova foto d'aquest monument                                         |
| Capella de Sant Ximpli, o Capella de Sant Simplici                | BCIL 2009       | Obra popular, barroc XVII      | La Vall d'en Bas Els Hostalets d'en Bas                                                  | 42° 05′ 52″ N, 2° 27′ 33″ E / 42.097819°N,2.459051°E | IPA-10741     | Capella de Sant Ximpli (la Vall d'en Bas) · Vegeu més fotos d'aquest monument · Carregueu una nova foto d'aquest monument                               |
| la Clapera                                                        | BCIL 2009       | Obra popular XVIII             | La Vall d'en Bas Els Hostalets d'en Bas, a 300 m                                         | 42° 05′ 56″ N, 2° 26′ 49″ E / 42.098882°N,2.446919°E | IPA-10742     | Mas la Clapera (la Vall d'en Bas) · Vegeu més fotos d'aquest monument · Carregueu una nova foto d'aquest monument                                       |
| Casa de la Rectoria, antiga casa dels Santromà                    | BCIL 2009       | Obra popular XVII              | La Vall d'en Bas Joanetes, davant l'església parroquial                                  | 42° 07′ 17″ N, 2° 25′ 11″ E / 42.121504°N,2.419859°E | IPA-10706     | Casa de la Rectoria (la Vall d'en Bas) · Vegeu més fotos d'aquest monument · Carregueu una nova foto d'aquest monument                                  |
| Can Puic                                                          | BCIL 2009       | Obra popular XVIII             | La Vall d'en Bas Joanetes, a 60 km en direcció a l'Hostal Nou                            | 42° 07′ 16″ N, 2° 25′ 07″ E / 42.121106°N,2.418713°E | IPA-10707     | Can Puic (la Vall d'en Bas) · Vegeu més fotos d'aquest monument · Carregueu una nova foto d'aquest monument                                             |
| Hostal de Dalt                                                    | BCIL 2009       | Obra popular XVIII             | La Vall d'en Bas Joanetes, a 800 m de la parròquia                                       | 42° 07′ 16″ N, 2° 25′ 00″ E / 42.121226°N,2.416619°E | IPA-10708     | Hostal de Dalt (la Vall d'en Bas) · Vegeu més fotos d'aquest monument · Carregueu una nova foto d'aquest monument                                       |
| Can Pau                                                           | BCIL 2009       | Obra popular XVIII             | La Vall d'en Bas Joanetes                                                                | 42° 07′ 18″ N, 2° 25′ 14″ E / 42.121721°N,2.420653°E | IPA-10709     | Can Pau (la Vall d'en Bas) · Vegeu més fotos d'aquest monument · Carregueu una nova foto d'aquest monument                                              |
| La Famada                                                         | BCIL 2009       | Obra popular XV                | La Vall d'en Bas Joanetes, a 1 km del centre                                             | 42° 06′ 59″ N, 2° 24′ 34″ E / 42.116497°N,2.409459°E | IPA-10710     | Carregueu una nova foto d'aquest monument |
| Sant Quintí                                                       | BCIL 2009       | Obra popular, romànic X, XVIII | La Vall d'en Bas Sant Esteve d'en Bas                                                    | 42° 06′ 59″ N, 2° 26′ 30″ E / 42.116358°N,2.441772°E | IPA-10711     | Sant Quintí (la Vall d'en Bas) · Vegeu més fotos d'aquest monument · Carregueu una nova foto d'aquest monument                                          |
| Can Boi                                                           | BCIL 2009       | Obra popular                   | La Vall d'en Bas Joanetes, a 100 m de la parròquia                                       | 42° 07′ 15″ N, 2° 25′ 36″ E / 42.120782°N,2.426798°E | IPA-10713     | Carregueu una nova foto d'aquest monument |
| La Carrera                                                        | BCIL 2009       | Obra popular XVII              | La Vall d'en Bas Joanetes                                                                | 42° 07′ 01″ N, 2° 24′ 21″ E / 42.116821°N,2.405833°E | IPA-10714     | Carregueu una nova foto d'aquest monument |
| Can Mas                                                           | BCIL 2009       | Obra popular                   | La Vall d'en Bas Joanetes                                                                | 42° 07′ 17″ N, 2° 25′ 43″ E / 42.121493°N,2.428557°E | IPA-10715     | Carregueu una nova foto d'aquest monument |
| la Feixa de Dalt                                                  | BCIL 2009       | Obra popular XVIII             | La Vall d'en Bas Joanetes                                                                | 42° 07′ 06″ N, 2° 24′ 29″ E / 42.118247°N,2.408143°E | IPA-10716     | Carregueu una nova foto d'aquest monument |
| El Goigs                                                          |                 | Obra popular XIX               | La Vall d'en Bas Joanetes, a 1.000 m de l'Hostal de Dalt                                 | 42° 07′ 06″ N, 2° 24′ 56″ E / 42.118398°N,2.415666°E | IPA-10717     | Carregueu una nova foto d'aquest monument |
| Can Pagès                                                         | BCIL 2009       | Obra popular XVIII             | La Vall d'en Bas Joanetes                                                                | 42° 07′ 17″ N, 2° 25′ 12″ E / 42.121406°N,2.420114°E | IPA-10720     | Can Pagès (la Vall d'en Bas) · Vegeu més fotos d'aquest monument · Carregueu una nova foto d'aquest monument                                            |
| Capella de Sant Romà                                              | BCIL 2009       | Romànic XIII, XVIII, XX        | La Vall d'en Bas Joanetes                                                                | 42° 07′ 18″ N, 2° 25′ 12″ E / 42.121631°N,2.420088°E | IPA-10744     | Capella de Sant Romà (la Vall d'en Bas) · Vegeu més fotos d'aquest monument · Carregueu una nova foto d'aquest monument                                 |
| Capella de Sant Joan dels Balbs                                   | BCIL 2009       | Romànic XVII                   | La Vall d'en Bas La Pinya, a 1 km                                                        | 42° 10′ 20″ N, 2° 25′ 34″ E / 42.172092°N,2.426069°E | IPA-10723     | Capella de Sant Joan dels Balbs (la Vall d'en Bas) · Vegeu més fotos d'aquest monument · Carregueu una nova foto d'aquest monument                      |
| La Batllia                                                        | BCIL 2009       | Obra popular XVII              | La Vall d'en Bas Sant Esteve d'en Bas                                                    | 42° 06′ 41″ N, 2° 26′ 19″ E / 42.111375°N,2.438627°E | IPA-10724     | Carregueu una nova foto d'aquest monument |
| Mas el Marguí                                                     | BCIL 2009       | Obra popular                   | La Vall d'en Bas Sant Esteve d'en Bas, a 100 m de la Calm                                | 42° 06′ 37″ N, 2° 27′ 32″ E / 42.110238°N,2.458976°E | IPA-10737     | Carregueu una nova foto d'aquest monument |
| Mas la Calm, o la Cau                                             | BCIL 2009       | Obra popular XVIII             | La Vall d'en Bas Sant Esteve d'en Bas                                                    | 42° 06′ 35″ N, 2° 27′ 27″ E / 42.109812°N,2.457395°E | IPA-10726     | Carregueu una nova foto d'aquest monument |
| Casa de la Rectoria                                               | BCIL 2009       | Obra popular XX                | La Vall d'en Bas Pl. Major, Sant Esteve d'en Bas                                         | 42° 07′ 06″ N, 2° 27′ 34″ E / 42.118314°N,2.459361°E | IPA-10727     | Casa de la Rectoria (la Vall d'en Bas) · Vegeu més fotos d'aquest monument · Carregueu una nova foto d'aquest monument                                  |
| Mas Desprat                                                       | BCIL 2009       | Gòtic X                        | La Vall d'en Bas C. Sant Ignasi, Sant Esteve d'en Bas                                    | 42° 07′ 01″ N, 2° 27′ 32″ E / 42.117078°N,2.458870°E | IPA-10728     | Mas Desprat (la Vall d'en Bas) · Vegeu més fotos d'aquest monument · Carregueu una nova foto d'aquest monument                                          |
| Mas la Serra, serra de l'Estanyol                                 | BCIL 2009       | Obra popular XVII              | La Vall d'en Bas Sant Esteve d'en Bas                                                    | 42° 07′ 40″ N, 2° 27′ 19″ E / 42.127873°N,2.455166°E | IPA-10729     | Carregueu una nova foto d'aquest monument |
| Església parroquial de Sant Esteve d'en Bas                       | BCIL 2009       | Romànic, obra popular X, XV    | La Vall d'en Bas Sant Esteve d'en Bas                                                    | 42° 07′ 06″ N, 2° 27′ 32″ E / 42.118455°N,2.458997°E | IPA-10730     | Església parroquial de Sant Esteve d'en Bas (la Vall d'en Bas) · Vegeu més fotos d'aquest monument · Carregueu una nova foto d'aquest monument          |
| Coll de Bas                                                       | BCIL 2009       | Obra popular                   | La Vall d'en Bas Sant Esteve d'en Bas                                                    | 42° 07′ 17″ N, 2° 29′ 26″ E / 42.121299°N,2.490596°E | IPA-10734     | Carregueu una nova foto d'aquest monument |
| Mas el Tarrús                                                     | BCIL 2009       | Obra popular XIX               | La Vall d'en Bas Sant Esteve d'en Bas                                                    | 42° 06′ 00″ N, 2° 27′ 48″ E / 42.099942°N,2.463278°E | IPA-10735     | Carregueu una nova foto d'aquest monument |
| La Dou Vella                                                      | BCIL 2009       | Obra popular XV                | La Vall d'en Bas Sant Esteve d'en Bas                                                    | 42° 07′ 31″ N, 2° 28′ 29″ E / 42.12541°N,2.47486°E   | IPA-10736     | Carregueu una nova foto d'aquest monument |
| La Dou                                                            | BCIL 2009       | Obra popular                   | La Vall d'en Bas Sant Esteve d'en Bas                                                    | 42° 07′ 08″ N, 2° 28′ 27″ E / 42.118801°N,2.474055°E | IPA-10738     | Masia la Dou (la Vall d'en Bas) · Vegeu més fotos d'aquest monument · Carregueu una nova foto d'aquest monument                                         |
| El Mercadal                                                       | BCIL 2009       | Obra popular, gòtic tardà XIII | La Vall d'en Bas Sant Esteve d'en Bas, a 500 m Sant Quintí                               | 42° 07′ 00″ N, 2° 26′ 07″ E / 42.116537°N,2.435376°E | IPA-10739     | Carregueu una nova foto d'aquest monument |
| Església de Sant Privat                                           | BCIL 2009       | Obra popular XVIII, XII        | La Vall d'en Bas Sant Privat d'en Bas                                                    | 42° 08′ 58″ N, 2° 24′ 28″ E / 42.149495°N,2.407793°E | IPA-39945     | Església de Sant Privat (la Vall d'en Bas) · Vegeu més fotos d'aquest monument · Carregueu una nova foto d'aquest monument                              |
| Massegur                                                          | BCIL 2009       | Obra popular XVIII             | La Vall d'en Bas Sant Privat d'en Bas                                                    | 42° 09′ 51″ N, 2° 25′ 10″ E / 42.164223°N,2.419377°E | IPA-10702     | Carregueu una nova foto d'aquest monument |
| Mas Fluvià                                                        | BCIL 2009       | Obra popular XIII              | La Vall d'en Bas El Mallol                                                               | 42° 08′ 27″ N, 2° 27′ 25″ E / 42.14095°N,2.45695°E   | IPA-10703     | Carregueu una nova foto d'aquest monument |
| Santa Maria de Puigpardines                                       | BCIL 2009       | Romànic                        | La Vall d'en Bas Sant Privat d'en Bas, a 1,5 km                                          | 42° 08′ 22″ N, 2° 25′ 43″ E / 42.139583°N,2.428611°E | IPA-10704     | Santa Maria de Puigpardines (la Vall d'en Bas) · Vegeu més fotos d'aquest monument · Carregueu una nova foto d'aquest monument                          |
| Església de Santa Maria de la Pinya o de Santa Maria de la Cabeça | BCIL 2009       |                                | La Vall d'en Bas La Pinya                                                                | 42° 10′ 27″ N, 2° 26′ 37″ E / 42.174211°N,2.443547°E | IPA-41751     | Església de Santa Maria de la Pinya (la Vall d'en Bas) · Vegeu més fotos d'aquest monument · Carregueu una nova foto d'aquest monument                  |
| Els rentadors de la Pinya                                         | BCIL 2009       |                                | La Vall d'en Bas La Pinya                                                                | 42° 10′ 27″ N, 2° 26′ 39″ E / 42.174220°N,2.444047°E | IPA-41752     | Rentadors de la Pinya (la Vall d'en Bas) · Vegeu més fotos d'aquest monument · Carregueu una nova foto d'aquest monument                                |
| Santa Magdalena del Mont                                          | BCIL 2009       | Obra popular                   | La Vall d'en Bas Sant Privat                                                             | 42° 08′ 00″ N, 2° 23′ 56″ E / 42.133446°N,2.398860°E | IPA-41765     | Santa Magdalena del Mont (la Vall d'en Bas) · Vegeu més fotos d'aquest monument · Carregueu una nova foto d'aquest monument                             |
| Cal Tano                                                          | BCIL 2009       | Obra popular                   | La Vall d'en Bas C. del Mig, el Mallol                                                   |                                                      | IPA-41771     | Carregueu una nova foto d'aquest monument |
| Cal Notari Vell                                                   | BCIL 2009       | Obra popular                   | La Vall d'en Bas C. de Dalt - c. del Mig, el Mallol                                      | 42° 08′ 57″ N, 2° 26′ 24″ E / 42.14908°N,2.43994°E   | IPA-41772     | Carregueu una nova foto d'aquest monument |
| Antic refugi aeri 1                                               | BCIL 2009       | Obra popular                   | La Vall d'en Bas El Mallol                                                               |                                                      | IPA-41773     | Carregueu una nova foto d'aquest monument |
| Mas Serrat                                                        | BCIL 2009       | Obra popular                   | La Vall d'en Bas El Mallol                                                               | 42° 10′ 51″ N, 2° 26′ 44″ E / 42.18079°N,2.44549°E   | IPA-41774     | Carregueu una nova foto d'aquest monument |
| La Coromina                                                       | BCIL 2009       | Obra popular                   | La Vall d'en Bas El Mallol                                                               | 42° 09′ 20″ N, 2° 26′ 17″ E / 42.15560°N,2.43818°E   | IPA-41775     | Carregueu una nova foto d'aquest monument |
| Oratori d'Olletes                                                 | BCIL 2009       | Obra popular                   | La Vall d'en Bas El Mallol                                                               | 42° 08′ 53″ N, 2° 26′ 42″ E / 42.147961°N,2.445133°E | IPA-41776     | Oratori d'Olletes (la Vall d'en Bas) · Vegeu més fotos d'aquest monument · Carregueu una nova foto d'aquest monument                                    |
| Antic refugi aeri 2                                               | BCIL 2009       | Obra popular                   | La Vall d'en Bas El Mallol                                                               |                                                      | IPA-41777     | Carregueu una nova foto d'aquest monument |
| Ermita de Sant Antoni                                             | BCIL 2009       | Paleocristià, tardo-romà       | La Vall d'en Bas                                                                         | 42° 08′ 14″ N, 2° 25′ 39″ E / 42.137197°N,2.427388°E | IPA-41780     | Ermita de Sant Antoni (la Vall d'en Bas) · Vegeu més fotos d'aquest monument · Carregueu una nova foto d'aquest monument                                |
| Mas Llopard                                                       | BCIL 2009       |                                | La Vall d'en Bas Puigpardines                                                            | 42° 08′ 00″ N, 2° 25′ 50″ E / 42.133359°N,2.430417°E | IPA-41781     | Carregueu una nova foto d'aquest monument |
| La Serradavall                                                    | BCIL 2009       |                                | La Vall d'en Bas Puigpardines                                                            | 42° 07′ 48″ N, 2° 25′ 55″ E / 42.129930°N,2.431881°E | IPA-41782     | Carregueu una nova foto d'aquest monument |
| Serrademont                                                       | BCIL 2009       |                                | La Vall d'en Bas Puigpardines                                                            | 42° 07′ 48″ N, 2° 25′ 46″ E / 42.130034°N,2.429339°E | IPA-41783     | Carregueu una nova foto d'aquest monument |
| Capella de Sant Mateu                                             | BCIL 2009       | XIV                            | La Vall d'en Bas Joanetes                                                                | 42° 06′ 54″ N, 2° 24′ 02″ E / 42.115134°N,2.400563°E | IPA-41784     | Capella de Sant Mateu (la Vall d'en Bas) · Vegeu més fotos d'aquest monument · Carregueu una nova foto d'aquest monument                                |
| Can Perefel                                                       | BCIL 2009       |                                | La Vall d'en Bas Pl. de l'Església, Sant Esteve d'en Bas                                 | 42° 07′ 05″ N, 2° 27′ 33″ E / 42.118098°N,2.459198°E | IPA-41787     | Can Perefel (la Vall d'en Bas) · Vegeu més fotos d'aquest monument · Carregueu una nova foto d'aquest monument                                          |
| El Forn                                                           | BCIL 2009       |                                | La Vall d'en Bas Sant Esteve d'en Bas                                                    |                                                      | IPA-41788     | Carregueu una nova foto d'aquest monument |
| Can Cassoles                                                      | BCIL 2009       |                                | La Vall d'en Bas Sant Esteve d'en Bas                                                    | 42° 07′ 09″ N, 2° 27′ 37″ E / 42.119126°N,2.460360°E | IPA-41792     | Carregueu una nova foto d'aquest monument |
| Can Codina                                                        | BCIL 2009       |                                | La Vall d'en Bas Sant Esteve d'en Bas                                                    | 42° 09′ 10″ N, 2° 25′ 17″ E / 42.15283°N,2.42125°E   | IPA-41793     | Carregueu una nova foto d'aquest monument |
| Can Tornabell                                                     | BCIL 2009       | Obra popular                   | La Vall d'en Bas Sant Esteve d'en Bas                                                    |                                                      | IPA-41794     | Carregueu una nova foto d'aquest monument |
| Passatge carrer Sant Esteve                                       | BCIL 2009       | Obra popular                   | La Vall d'en Bas Sant Esteve d'en Bas                                                    | 42° 07′ 06″ N, 2° 27′ 30″ E / 42.11824°N,2.45832°E   | IPA-41795     | Passatge carrer Sant Esteve (la Vall d'en Bas) · Vegeu més fotos d'aquest monument · Carregueu una nova foto d'aquest monument                          |
| Carrer Sant Rafael                                                | BCIL 2009       | Obra popular                   | La Vall d'en Bas C. Sant Rafael, Sant Esteve d'en Bas                                    | 42° 07′ 06″ N, 2° 27′ 28″ E / 42.118216°N,2.457872°E | IPA-41796     | Carregueu una nova foto d'aquest monument |
| Mas Calderó                                                       | BCIL 2009       | Obra popular                   | La Vall d'en Bas Sant Esteve d'en Bas                                                    | 42° 07′ 02″ N, 2° 27′ 34″ E / 42.11732°N,2.45953°E   | IPA-41797     | Carregueu una nova foto d'aquest monument |
| Carrer Sant Ignasi                                                | BCIL 2009       | Obra popular                   | La Vall d'en Bas C. Sant Ignasi, Sant Esteve d'en Bas                                    | 42° 07′ 00″ N, 2° 27′ 32″ E / 42.116795°N,2.458945°E | IPA-41798     | Carregueu una nova foto d'aquest monument |
| Can Batxe                                                         | BCIL 2009       | Obra popular                   | La Vall d'en Bas C. Sant Ignasi, 2, Sant Esteve d'en Bas                                 | 42° 07′ 01″ N, 2° 27′ 30″ E / 42.116875°N,2.458322°E | IPA-41799     | Carregueu una nova foto d'aquest monument |
| Can Sabàs                                                         | BCIL 2009       | Obra popular                   | La Vall d'en Bas Sant Esteve d'en Bas                                                    | 42° 07′ 02″ N, 2° 27′ 26″ E / 42.11734°N,2.45729°E   | IPA-41800     | Carregueu una nova foto d'aquest monument |
| Monument a la Família Pagesa i a Francesc Verntallat              | BCIL 2009       | Obra popular                   | La Vall d'en Bas Els Hostalets d'en Bas                                                  | 42° 06′ 22″ N, 2° 27′ 21″ E / 42.106226°N,2.455782°E | IPA-41811     | Monument a la Família Pagesa i a Francesc Verntallat (la Vall d'en Bas) · Vegeu més fotos d'aquest monument · Carregueu una nova foto d'aquest monument |
| Oratori de Sant Grau                                              | BCIL 2009       | Obra popular                   | La Vall d'en Bas Els Hostalets d'en Bas                                                  | 42° 06′ 08″ N, 2° 26′ 55″ E / 42.102166°N,2.448648°E | IPA-41812     | Oratori de Sant Grau (la Vall d'en Bas) · Vegeu més fotos d'aquest monument · Carregueu una nova foto d'aquest monument                                 |
| Oratori Verge de Lourdes                                          | BCIL 2009       | Obra popular                   | La Vall d'en Bas C. de Vic, els Hostalets d'en Bas                                       | 42° 06′ 10″ N, 2° 26′ 52″ E / 42.102647°N,2.447910°E | IPA-41813     | Oratori Verge de Lourdes (la Vall d'en Bas) · Vegeu més fotos d'aquest monument · Carregueu una nova foto d'aquest monument                             |
| Pont de Can Benet                                                 | BCIL 2009       | Obra popular                   | La Vall d'en Bas Sobre el Fluvià entre Sant Esteve i els Hostalets, Sant Esteve d'en Bas |                                                      | IPA-41814     | Carregueu una nova foto d'aquest monument |
| Voltes i escala de Can Roca                                       | BCIL 2009       | Obra popular                   | La Vall d'en Bas C. Santa Anna, Sant Esteve d'en Bas                                     | 42° 07′ 04″ N, 2° 27′ 34″ E / 42.117800°N,2.459440°E | IPA-41829     | Voltes i escala de Can Roca (la Vall d'en Bas) · Vegeu més fotos d'aquest monument · Carregueu una nova foto d'aquest monument                          |
| Voltes i escala de Can Lera                                       | BCIL 2009       |                                | La Vall d'en Bas C. Sant Esteve, Sant Esteve d'en Bas                                    | 42° 07′ 04″ N, 2° 27′ 32″ E / 42.11786°N,2.45880°E   | IPA-41830     | Voltes i escala de Can Lera (la Vall d'en Bas) · Vegeu més fotos d'aquest monument · Carregueu una nova foto d'aquest monument                          |
| Escala de Can Ferrer Murlà                                        | BCIL 2009       | Obra popular                   | La Vall d'en Bas C. Sant Antoni - c. Ample, Sant Esteve d'en Bas                         | 42° 07′ 07″ N, 2° 27′ 30″ E / 42.11872°N,2.45836°E   | IPA-41831     | Escala de Can Ferrer Murlà (la Vall d'en Bas) · Vegeu més fotos d'aquest monument · Carregueu una nova foto d'aquest monument                           |
| Escala de Can Lil                                                 | BCIL 2009       | Obra popular                   | La Vall d'en Bas Placeta de Can Lil, Sant Esteve d'en Bas                                | 42° 07′ 08″ N, 2° 27′ 34″ E / 42.11891°N,2.45947°E   | IPA-41832     | Escala de Can Lil (la Vall d'en Bas) · Vegeu més fotos d'aquest monument · Carregueu una nova foto d'aquest monument                                    |
| Escala de Can Ganya                                               | BCIL 2009       | Obra popular                   | La Vall d'en Bas C. Sant Antoni - c. Sant Joan, Sant Esteve d'en Bas                     | 42° 07′ 08″ N, 2° 27′ 33″ E / 42.118759°N,2.459198°E | IPA-41834     | Escala de Can Ganya (la Vall d'en Bas) · Vegeu més fotos d'aquest monument · Carregueu una nova foto d'aquest monument                                  |
| Escala de Ca la Lores, Ca l'Isidre                                | BCIL 2009       | Obra popular                   | La Vall d'en Bas C. Sant Esteve - pl. Major, Sant Esteve d'en Bas                        | 42° 07′ 05″ N, 2° 27′ 32″ E / 42.11801°N,2.45895°E   | IPA-41835     | Escala de Ca la Lores (la Vall d'en Bas) · Vegeu més fotos d'aquest monument · Carregueu una nova foto d'aquest monument                                |
| Escala de Ca la Nilla                                             | BCIL 2009       | Obra popular                   | La Vall d'en Bas C. Sant Ignasi - carreró de Ca l'Amargant, Sant Esteve d'en Bas         | 42° 07′ 01″ N, 2° 27′ 34″ E / 42.11681°N,2.45944°E   | IPA-41836     | Carregueu una nova foto d'aquest monument |
| Escala de Can Ton                                                 | BCIL 2009       |                                | La Vall d'en Bas C. Sant Esteve - c. Àngel Custodi, Sant Esteve d'en Bas                 | 42° 07′ 04″ N, 2° 27′ 33″ E / 42.11781°N,2.45922°E   | IPA-41838     | Escala de Can Ton (la Vall d'en Bas) · Vegeu més fotos d'aquest monument · Carregueu una nova foto d'aquest monument                                    |
| Mur del carrer de la Creu                                         | BCIL 2009       |                                | La Vall d'en Bas Sant Esteve d'en Bas                                                    |                                                      | IPA-41839     | Carregueu una nova foto d'aquest monument |
| Mur del carrer de Sant Antoni                                     | BCIL 2009       |                                | La Vall d'en Bas Sant Esteve d'en Bas                                                    | 42° 07′ 08″ N, 2° 27′ 33″ E / 42.11877°N,2.45908°E   | IPA-41840     | Carregueu una nova foto d'aquest monument |
| Mur de Can Raspau                                                 | BCIL 2009       |                                | La Vall d'en Bas C. Sant Josep - c. Olot, Sant Esteve d'en Bas                           |                                                      | IPA-41841     | Carregueu una nova foto d'aquest monument |
| Oratori de Sant Pere Màrtir                                       | BCIL 2009       |                                | La Vall d'en Bas Puig Miranda, Sant Privat                                               | 42° 10′ 30″ N, 2° 24′ 25″ E / 42.174915°N,2.406837°E | IPA-45952     | Carregueu una nova foto d'aquest monument |
| Sant Miquel de Castelló                                           | BCIL 2009       | Romànic XI                     | La Vall d'en Bas Cingles de Falgars                                                      | 42° 06′ 07″ N, 2° 25′ 53″ E / 42.102073°N,2.431437°E | IPA-45956     | Sant Miquel de Castelló (la Vall d'en Bas) · Vegeu més fotos d'aquest monument · Carregueu una nova foto d'aquest monument                              |